# Naja sumatrana
Naja sumatrana é uma espécie de cobra cuspideira encontrada no Sudeste Asiático.

## Descrição
Esta espécie tem comprimento médio, variando entre 0,9 e 1,2 m, embora possa atingir até 1,5 m. O corpo é comprimido dorsoventralmente e subcilíndrico na parte posterior. A cabeça é elíptica, achatada e ligeiramente distinta do pescoço, com um focinho curto e arredondado e narinas grandes. Os olhos são de tamanho médio com pupilas redondas. As escamas dorsais são lisas e fortemente oblíquas. Esta espécie de cobra não apresenta marcas no capuz, e a coloração varia conforme a localização geográfica. Existem duas fases de cor: uma forma amarela, comumente encontrada na Tailândia e no norte da Malásia Peninsular, e uma forma preta, encontrada na Malásia Peninsular, Singapura e nas ilhas onde ocorre na Indonésia e nas Filipinas. Juvenis e adultos também tendem a apresentar cores diferentes.

### Escamação
19-27 fileiras ao redor do capuz (normalmente 21-25), 15-19 imediatamente antes da metade do corpo; 179-201 ventrais, 40-57 subcaudais; as subcaudais basais são frequentemente inteiras.

## Taxonomia
As populações atualmente incluídas em Naja sumatrana têm uma história taxonômica complexa. A espécie foi definida, tal como atualmente entendida, em 1989. Anteriormente, as populações desta espécie foram atribuídas a várias subespécies de Naja naja, em particular N. n. sumatrana (Sumatra), N. n. sputatrix (Malásia Peninsular) e N. n. miolepis (Bornéu, Palawan). Alguma confusão sobre os nomes persistiu na literatura toxicológica mais recente, especialmente pela aplicação errada do nome sputatrix aos venenos de Naja sumatrana da Malásia Peninsular.

## Distribuição
Esta espécie de cobra é encontrada nas nações equatoriais do Sudeste Asiático, incluindo Brunei, Indonésia, Malásia, Singapura, Tailândia e Filipinas. Na Indonésia, ocorre nas ilhas de Sumatra, Bornéu, Bangka, Belitung e no Arquipélago de Riau. Pode estar presente em ilhas vizinhas na Indonésia, e é possível que populações remanescentes ainda ocorram no oeste de Java. Nas Filipinas, é encontrada apenas no grupo de ilhas de Palawan (incluindo as Ilhas Calamian).

## Habitat e ecologia
Esta espécie pode ser encontrada em altitudes de até cerca de 1500 m acima do nível do mar, principalmente em florestas tropicais primárias e secundárias (incluindo terrenos de selva densa); no entanto, também foi registrada em jardins, parques e áreas urbanas, onde pode entrar em contato com humanos. É uma serpente terrestre e majoritariamente diurna que se alimenta principalmente de roedores e sapos, mas também consome outras serpentes, lagartos e pequenos mamíferos. Embora não seja muito agressiva por natureza, essas cobras podem e cuspirão veneno prontamente, até mesmo de cima das árvores, quando encurraladas ou ameaçadas. Elas também podem atacar e morder.

## Veneno
Como outras espécies de cobras cuspideiras, possui veneno neurotóxico pós-sináptico. O veneno também contém cardiotoxinas e citotoxinas. Embora o veneno da Naja sumatrana apresente as atividades enzimáticas características dos venenos de cobras cuspideiras asiáticas, a composição proteica de seu veneno é distinta dos venenos das outras duas cobras cuspideiras simpátricas, como a N. sputatrix e a N. siamensis. Contudo, o veneno desta espécie contém baixa atividade de protease, fosfodiesterase, fosfomonoesterase alcalina e L-aminoácido oxidase, atividade moderadamente alta de acetilcolinesterase e hialuronidase, e alta atividade de fosfolipase A2. As cardiotoxinas representam 40% das proteínas do veneno da serpente, uma proporção maior do que nas cobras simpátricas: N. sputatrix (35%), N. siamensis (30%) e N. kaouthia (18%; cobra não-cuspideira). Esta espécie apresentou uma DL50 IV de 0,5 mg/kg (Malásia).